# Лијева група
У математици, Лијева група је група која је истовремено и глатка многострукост, при чему су операције групе глатке функције елемената групе. Лијеве групе су важне у математичкој анализи, физици и геометрији јер се помоћу њих описују симетрије разних структура.
Лијеве групе се данас користе у свим областима савремене математике, као и у великом делу теоријске физике. Оне омогућавају изучавање „непрекидних симетрија“, дакле симетрија које на другим математичким објектима дејствују непрекидно. Теорију ових група засновао је 1870. норвешки математичар Софус Ли како би формализовао идеју „инфинитезималне трансформације“, коју је желео да примени на диференцијалне једначине и њихове симетрије. Од 1920-их година Лијеве групе су постале делом матичног тока математике, а њиховим изучавањем најнепосредније се бави теорија репрезентација.

## Једноставни примери
Реалне инверзибилне 2 × 2 матрице
{\displaystyle {\begin{bmatrix}a&b\\c&d\\\end{bmatrix}},} {\displaystyle ad-bc\neq 0}
чине групу у односу на множење матрица, познату као пуна линеарна група . Ако скуп ових матрица на очигледан начин посматрамо уложене као подскуп од , оне чине отворен подскуп, који од  наслеђује топологију и диференцијалну структуру глатке 4-многострукости. Притом су множење матрица и операција налажења инверзне матрице рационалне, па дакле и глатке функције аргумената, те је  Лијева група. Група  није повезана; компонента повезаности јединичне матрице јесте група  матрица позитивне детерминанте, која је и сама Лијева група.
2 × 2 матрице ротација чине подгрупу од , коју означавамо са . Ово је једнодимензиона, компактна многострукост дифеоморфна са кругом , јер сваком углу φ од 0 до 2π одговара (глатко) матрица ротације
{\displaystyle {\begin{bmatrix}\cos \phi &-\sin \phi \\\sin \phi &\cos \phi \\\end{bmatrix}}.}
 је Лијева група јер су операције множења и инверза глатке (у већој групи , па дакле и овде). У случају групе  то можемо видети и директно тако што се операција групе подудара са уобичајеном операцијом сабирања на  – производ матрица ротације које одговарају угловима φ и ψ је матрица ротације која одговара углу φ + ψ.

## Дефиниције
Лијева група (у основном значењу: реална Лијева група) јесте група на којој је задата и диференцијабилна структура која је чини коначно-димензионалном реалном глатком многострукошћу, при чему су групне операције множења и инверзног елемента глатка пресликавања.
Постоји неколико сродних појмова. Комплексна Лијева група, попут  се дефинише на исти начин користећи комплексне многострукости, и слично за p-адске Лијеве групе над пољем p-адских бројева. Бесконачно-димензиона Лијева група јесте група са компатибилном диференцијабилном структуром бесконачно-димензионе глатке многострукости. Групе матрица, попут ортогоналне и симплектичке групе, и алгебарске групе дају најчешће примере Лијевих група.
Аналогне структуре многих Лијевих група се могу дефинисати и над коначним пољима, у ком случају говоримо о групама Лијевог типа, које дају велики број типова коначних простих група.
Глисон, Монтгомери и Зипин су 1950-их година показали да за сваку (тополошку) многострукост G са непрекидним операцијама групе постоји тачно једна аналитичка структура на G која је претвара у Лијеву групу (види Хилбертов пети проблем).
Језиком теорије категорија, Лијева група је групни објекат у категорији глатких многострукости.

## Примери Лијевих група
- Еуклидски простор  је Абелова Лијева група у односу на уобичајено сабирање вектора.
- Група  инверзибилних матрица реда n (у односу на множење матрица) јесте Лијева група димензије , коју зовемо општа линеарна група, или „пуна линеарна група“. Матрице детерминанте 1 чине једну њену подгрупу, , која је такође Лијева група, димензије , коју називамо специјална линеарна група.
- Ортогонална група  је Лијева група димензије  коју чине ортогоналне матрице реда n. Чине је ротације и рефлексије простора . Матрице детерминанте 1 чине подгрупу индекса 2, специјалну ортогоналну групу .
- Унитарна група U(n) је компактна Лијева група димензије  коју чине унитарне матрице. (Пажња, ово је реална Лијева група чији су елементи представљени комплексним матрицама.) Елементи детерминанте 1 чине подгрупу, специјалну унитарну групу .
- Спинорне групе су двострука наткривања специјалних ортогоналних група, које се користе нпр. у изучавању фермиона у квантној теорији поља.
- Симплектичка група  је Лијева група која се састоји од 2n&nbsp;&times;&nbsp;2n матрица које остављају симплектичку форму инваријантном.
- Сфере  и  постају Лијеве групе ако се операција групе на њима дефинише поистовећивањем са групом комплексних бројева, односно кватерниона апсолутне вредности 1. Нема других сфера са структуром Лијеве групе. Лијева група  (-{ ≅ SO2R) се понекад назива кружном групом.
- Група горње-троугаоних n&nbsp;&times;n матрица је решива Лијева група димензије n&nbsp;(n&nbsp;+&nbsp;1)&nbsp;/&nbsp;2.
- Лоренцова група и Поенкареова група су групе изометрија простор-времена Минковског. Ове групе, димензија 6 и 10, користе се у специјалној теорији релативности.
- Хајзенбергова група  је Лијева група димензије 3 која се користи у квантној механици.
- Класична метаплектичка група је Лијева група димензије 3 која је двоструко наткривање групе . Метаплектичка група не може бити представљена као група матрица. Метаплектичка група и њене општије верзије користе се у теорији модуларних форми.
- Вансеријске Лијеве групе типа , , ,  и  имају димензије 14, 52, 78, 133 и 248. Постоји и група  димензије 190.